# Federico Gatti
Federico Gatti (født 24. juni 1998) er en italiensk professionel fodboldspiller, som spiller for Serie A-klubben Juventus og Italiens landshold.

## Klubkarriere

### Tidlige karriere
Gatti kom igennem ungdomsakademierne hos først Torino og herefter Alessandria, men fik aldrig chancen til at slå igennem hos klubberne. Han tilbragte i stedet de første år af sin karriere på en række lejeaftaler dybt i de italienske rækker, mens han arbejde en række andre jobs ved siden af, herunder som murer. Han skiftede i 2018 til Serie D-klubben Verbania, hvor han imponerede.

### Pro Patria & Frosinone
I august 2020 skiftede Gatti til Serie C-klubben Pro Patria, og blev hermed for første gang i sin karriere professionel.
Gatt skiftede i maj 2021 til Frosinone. Efter at have imponeret i den første halvdel af 2021-22 sæsonen, så blev Gatti i januar 2022 købt af Juventus, og med det samme lånt tilbage til Frosinone for resten af sæsonen. Han fortsatte sit gode spil i den anden halvdel af sæsonen, og blev ved sæsonens udgang kåret som årets spiller i Serie B.

### Juventus
Gatti debuterede for Juventus i august 2022.

## Landsholdskarriere
Gatti debuterede for Italiens landshold den 11. juni 2022.

## Titler
Juventus
- Coppa Italia: 1 (2023-24)

Individuelle
- Serie B Årets spiller: 1 (2021-22)